# グレゴリー・ラスト
グレゴリー・ラスト（Grégory Rast、1980年1月17日 - ）は、スイス、シャン出身の自転車競技（ロードレース）選手。

## 経歴
2001年、ポスト・スイスと契約を結んでプロ転向。
2002年
- 国内選手権・U23部門個人ロードレース優勝。

2003年、フォナックに移籍。
2004年
- 国内選手権・個人ロードレース優勝。

2005年
- ジロ・デ・イタリア初出場、総合120位。

2006年
- 国内選手権・個人ロードレース優勝。

2007年、フォナックの解散に伴い、アスタナに移籍。
- ツール・ド・ルクセンブルクで総合優勝
- ツール・ド・フランス初出場を果たしたが、リーダーであるアレクサンドル・ヴィノクロフのドーピング問題により、第15ステージをもって、チームそのものが同レースからの撤退を余儀なくされた。

2009年
- ツール・ド・ロマンディでポイント賞獲得。
- ツール・ド・フランスでは、チームタイムトライアルの勝利に貢献した。

2010年、チーム・レディオシャックに移籍。
2011年
- パリ〜ルーベ 4位

2012年
- ロンドン五輪・個人ロード 8位

2013年
- ツール・ド・スイス 区間1勝(第6)

レディオシャックがレオパード・トレックと合併した際はレディオシャックのライセンスを引き継いだレディオシャック・ニッサン・トレックに所属して2018年シーズンまで在籍した後、引退した。
引退翌年からはトレック・セガフレードでアシスタント・スポーツディレクターを務めている。また、同チームの女子チームのアシスタント・スポーツディレクターも兼務している。